# Juan David Valencia
Juan David Valencia Hinestroza (Medellín, 15 de janeiro de 1986) é um futebolista profissional colombiano que atua como defensor.

## Carreira
Juan David Valencia fez parte do elenco da Seleção Colombiana de Futebol da Copa América de 2011.